# Ixia cochlearis
Ixia cochlearis är en irisväxtart som beskrevs av Gwendoline Joyce Lewis. Ixia cochlearis ingår i släktet Ixia och familjen irisväxter. Inga underarter finns listade i Catalogue of Life.